# مونتي دي مالو
مونتي دي مالو (بالإيطالية: Monte di Malo)‏ هي مدينة في مقاطعة فشنزة بمنطقة فنيتة، شمال إيطاليا.